# Frances Upton

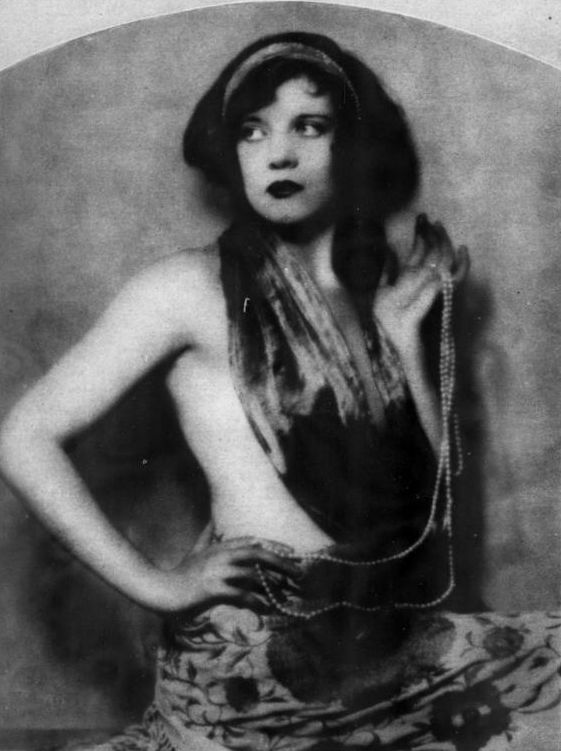
The Smart Set, 1927

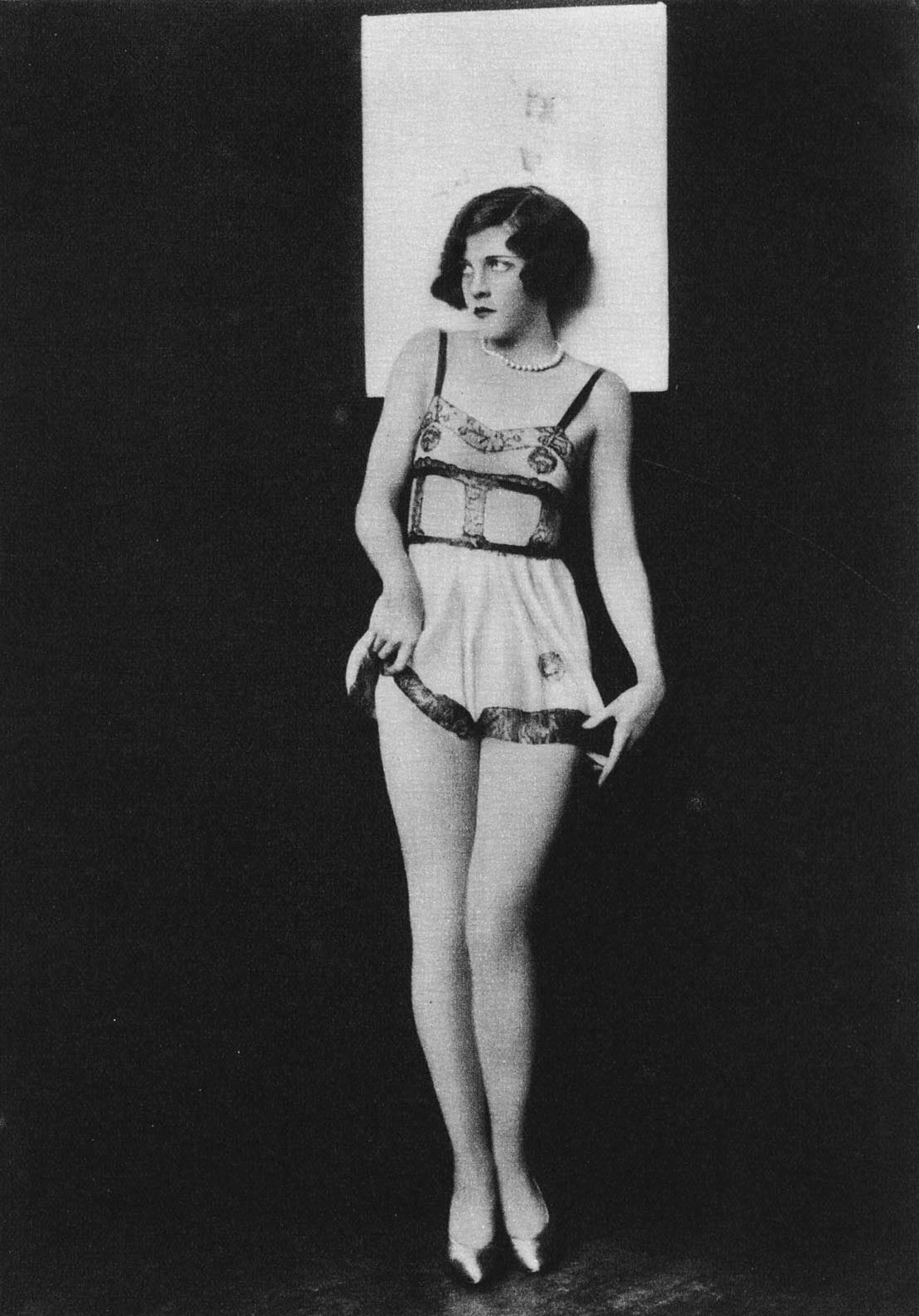
Ziegfeld girl, 1928

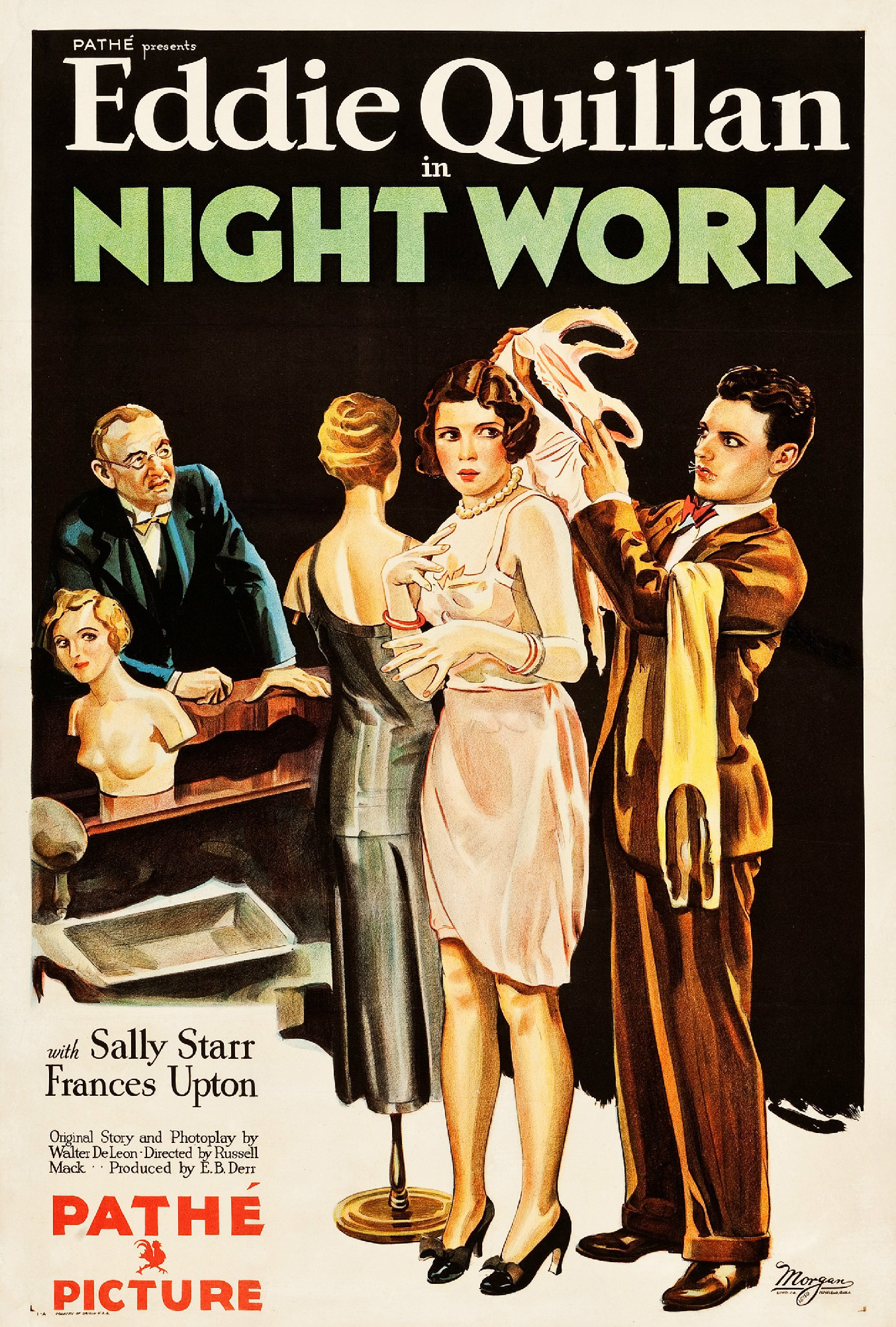
Poster de Night Work (1930)

Frances Upton (15 de abril de 1904 – 27 de noviembre de 1975) fue una actriz y comediante del circuito de Broadway estadounidense.

## Primeros años
Upton asistió a una escuela de negocios después de terminar la escuela secundaria.[cita requerida]
Su padre, Francis, fue un condecorado sargento detective de Nueva York y veterano de la Primera Guerra Mundial., antiguo miembro de la Italian Squad, y llamado de su retiro para ayudar en la investigación, detuvo a "Dago" Frank Cirofici, uno de los cómplices del NYPD Charles Becker en el asesinato en 1912 del corredor de apuestas Herman Rosenthal. Su abuelo paterno, William C. Upton, fue miembro del movimiento irlandés feniano de finales del siglo 19 y escribió una novela sobre la vida bajo el dominio inglés, Uncle Pat's Cabin (1882).

## Carrera
Trabajó en el mostrador de perfumes de Macy's, también en el departamento de música de la tienda.[cita requerida] También tomó clases de baile,[cita requerida] lo que le ayudó a conseguir un papel en una producción benéfica.[cita requerida] El director Julian Mitchell la vio actuar y le ofreció la oportunidad de actuar en Broadway. En Broadway, Upton actuó en Pins and Needles (1 de febrero de 1922 - 11 de marzo de 1922) en el Shubert Theatre (Broadway), y Little Jessie James (15 de agosto de 1923 - 27 de enero de 1924) en el Longacre Theatre.
En 1923 y 1927, se supo que firmó contratos con las Ziegfeld Follies.
En Broadway, Upton actuó con Eddie Cantor en Whoopee! (1928) y Ziegfeld Follies of 1927 (1927). También actuó en Broadway en Hold Your Horses (1933), Girl Crazy (1931), Talk About Girls (1927), Lady Do (1927), Twinkle, Twinkle (1926), y My Girl (1924). También actuó en vodevil.
En 1929, Upton actuó en un programa de radio de onda corta emitido especialmente para la expedición de Richard Byrd al Polo Sur.[cita requerida] Tuvo un papel destacado en la primera película sonora Night Work (1930). En 1931, protagonizó una de las primeras emisiones experimentales de televisión en Nueva York,[cita requerida] junto con Gertrude Lawrence, Lionel Atwill y el boxeador Primo Carnera.
El 9 de julio de 1933, Upton proporcionó el dinero, 2.500 dólares, antes de casarse, a quien más tarde sería su esposo para comprar los derechos de la NFL de la zona de Filadelfia que antes habían pertenecido a la Frankford Athletic Association y que se convirtieron en los Philadelphia Eagles.

## Vida personal
En 1932, Bert Bell conoció a Upton, quien más tarde dijo: "Es el alcohol o yo". Terminó su copa, la puso boca abajo y nunca más volvió a beber.
Una vez terminada su colorida vida personal y sus primeros años de infierno, el matrimonio de Bell con Upton fue, al principio, secreto. El 4 de enero de 1934, Upton se casó con el propietario de los Philadelphia Eagles, Bert Bell, que más tarde fue comisionado de la National Football League (NFL). Tuvieron tres hijos, John "Bert Jr." y Upton, y una hija, Jane.
Upton falleció el 27 de noviembre de 1975 en el Lankenau Hospital a la edad de 71 años.